# Khaby Lame
Khabane "Khaby" Lame, född 9 mars 2000 i Senegal, är en senegalesisk-italiensk artist. Han är känd för sina komiker-videoklipp på Tiktok. 
Khaby Lame växte upp Chivasso i Italien, dit hans föräldrar och familjen emigrerade när han var ett år gammal. Han har tre syskon och gick i skola i Italien till 14 års ålder, då föräldrarna satte honom i koranskola i närheten av Dakar i Senegal.
Han arbetade fram till Covid-19-pandemin som maskinoperatör för en CNC-maskin på en fabrik i Turinregionen. Efter det att blev arbetslös i mars 2020 i samband med pandemin, började han lägga upp videor av sig själv på Tiktok. Tidiga videor visade honom dansande och spelande datorspel och var oftast inspelade på italienska med undertitlar också på italienska. Han övergick senare till att göra ordlösa scener, med expressiva gester, ofta med parodier av andras upplagda klipp av genomförda trick eller scener.
Antalet följare på Khaby Lames ökade snabbt under 2021 och 2022. I januari 2022 ingick han ett flerårigt kontrakt med företaget Hugo Boss.
I juni 2022 passerade han, med 142 miljoner följare, Charli D'Amelio som Tiktoks populäraste kontoinnehavare.